# Стандарт BRC (IOP5)

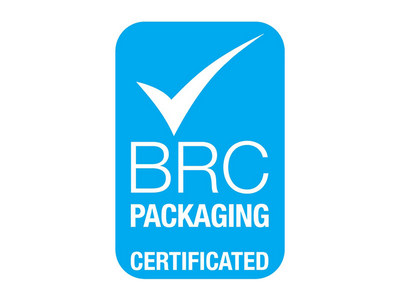
Стандарт BRC(IOP 5) Global Standard for Packaging and Packaging Materials Issue 5

BRC (IOP5) — международный стандарт качества, активно внедряемый среди производителей и поставщиков упаковки, которые обязаны внедрять соответствующие системы и меры контроля для обеспечения безопасности упаковки.
BRC Packaging (от англ. — BRC Packaging Global Standard) определяет требования к безопасности, качеству и эксплуатации упаковочных материалов, с точки зрения законодательства. BRC Global Standard for Packaging and Packaging Materials Issue 5 — наиболее современный стандарт для упаковки и упаковочных материалов, действующий с 1 января 2016 года.
Стандарт BRC Packaging предъявляет следующие требования к производителю:
- разработка политики управления и процедур компании, в соответствии с которыми она будет отвечать требованиям стандарта
- создание основных экологических и эксплуатационных условий, необходимых для производства безопасных продуктов

Стандарт BRC Packaging содержит 6 разделов:
- Обязательства руководства компании следовать указанным стандартам
- Анализ и управление рисками НАССР
- Безопасность продукта и система менеджмента качества
- Стандартизация производственных процессов предприятия
- Контроль процессов выпуска продукции
- Обучение персонала

Стандарт BRC Packaging внедряют:
- Производители упаковки и упаковочных материалов для продуктов питания, напитков, косметики, средств гигиены и т. п.
- Предприятия осуществляющие производство подготовительных работ(например, производство материалов для печати)
- Компании занятые в упаковочном производстве или оказывающие подобные услуги.
- Изготовители упаковки и одноразовых потребительских товаров[2], вступающих в контакт с пищевыми продуктами
- Производители и поставщики неупакованных или не полностью упакованных используемых продуктов или являющихся частью готовой продукции
- Производители, находящиеся на территории Таможенного союза, так как Стандарт BRC Packaging подразумевает внедрение системы НАССР[3], являющейся обязательным требованием Технического регламента Таможенного союза 021/2011 «О безопасности пищевой продукции»